# شون رييس
شون رييس (بالإنجليزية: Sean Reyes)‏ هو محامي أمريكي، ولد في 16 فبراير 1971.